# Arthur Harari
Arturo Harari (1981, París) es un director, guionista y actor francés.

## Biografía
Después de tres cortometrajes y un mediometraje, dirigió su primer largometraje, Diamant noir, una película sobre atracos y venganzas familiares entre los comerciantes de diamantes de Amberes.
Su segunda película, Onoda, 10,000 Nights in the Jungle, fue seleccionada para el Festival de Cine de Cannes 2021 para la apertura de la selección Un Certain Regard . Ganó el César al mejor guion original con Vincent Poymiro en febrero de 2022.

### Familia
Nieto del actor Clément Harari, sus dos hermanos también trabajan en el mundo del cine: Tom es director de fotografía y Lucas es ilustrador, autor de tiras cómicas.
Mantiene una relación con la directora Justine Triet con quien coescribió dos de sus películas, Sibyl y Anatomía de una caída.

## Filmografía
* Fuente: Página del cineasta en IMDb 
| Año  | Título original       | Título en castellano | Acreditado como... | Acreditado como... | Acreditado como... | Anotaciones  |
| Año  | Título original       | Título en castellano | Actor              | Guionista          | Director           | Anotaciones  |
| ---- | --------------------- | -------------------- | ------------------ | ------------------ | ------------------ | ------------ |
| 2005 | Des jours dans la rue | -                    | No                 | Sí                 | Sí                 | Mediometraje |
| 2007 | La main sur la gueule | -                    | No                 | Sí                 | Sí                 | Mediometraje |
| 2010 | La République         | -                    | Sí                 | No                 | No                 | Mediometraje |
| 2011 | Panexlab              | -                    | Sí                 | No                 | No                 | Mediometraje |
| 2012 | La grève des ventres  |                      |                    |                    |                    |              |

### Director y guionista
- 2005 : Días en la calle (cortometraje)
- 2006 : Le Petit (cortometraje)
- 2007 : La Main sur la gueule (mediometraje)
- 2013 : Dolor perdido (cortometraje)
- 2015 : Black Diamond (coescrito con Vincent Poymiro y Agnès Feuvre )
- 2021 : Onoda, 10,000 Nights in the Jungle (coescrito con Vincent Poymiro )

### Guionista
- 2019 : Sibyl coescrito con Justine Triet
- 2021 : Anatomy of a Fall de Justine Triet (coescrito)

### Actor
- 2010 : La República de Nicolas Pariser (mediometraje) : el enarque no 3
- 2011 : Panexlab de Olivier Seror (mediometraje) :
- 2012 : El golpe de los vientres de Lucie Borleteau (cortometraje) : Alejandro
- 2013 : La batalla de Solferino de Justine Triet : Arthur, abogado amigo de Vincent
- 2013 : Peine perdue de
- 2014 : Think of Me de Shanti Masud (cortometraje) : un guardia
- 2014 : Cae la noche de Benjamin Papin (cortometraje) :
- 2015 : Diamante negro de sí mismo : el policía en París
- 2015 : Diecisiete años para siempre de Aurélia Morali (cortometraje) : Clemente
- 2016 : Victoria de Justine Triet : el entrenador de chimpancés
- 2016 : The Bighorn God de Benjamin Papin (mediometraje) : el padre de Vinca
- 2017 : El león murió esta noche de Nobuhiro Suwa : el proyeccionista
- 2019 : Sibila de Justine Triet : Doctora Katz

## Premios y nominaciones
| Año  | Título                           | Premio                                            | Categoría                                 | Resultado | Ref.  |
| ---- | -------------------------------- | ------------------------------------------------- | ----------------------------------------- | --------- | ----- |
| 2021 | Onoda, 10.000 noches en la selva | Premio del Sindicato Francés de Críticos de Cine  | Mejor película francesa                   | Ganador   |       |
| 2022 | Black Diamond                    | Premios Lumière                                   | Mejor ópera prima                         | Nominado  |       |
| 2022 | Onoda, 10.000 noches en la selva | Premios Magritte                                  | Mejor película extranjera en coproducción | Nominado  |       |
| 2022 | Onoda, 10.000 noches en la selva | Premios César                                     | Mejor película                            | Nominado  |       |
| 2022 | Onoda, 10.000 noches en la selva | Premios César                                     | Mejor director                            | Nominado  |       |
| 2022 | Onoda, 10.000 noches en la selva | Premios César                                     | Mejor guion original                      | Ganador   |       |
| 2024 | Anatomía de una caída            | Premios de la Sociedad Internacional de Cinéfilos | Mejor guion original                      | Ganador   | [ 4 ] |